# Tabela Price
Tabela Price, também chamado de sistema francês de amortização, é um método usado em amortização de empréstimo cuja principal característica é apresentar prestações (ou parcelas) iguais. O método foi apresentado em 1771 por Richard Price em sua obra "Observações sobre Pagamentos Remissivos" (em inglês: Observations on Reversionary Payments).
O método foi idealizado pelo seu autor para pensões e aposentadorias. No entanto, foi a partir da 2ª revolução industrial que sua metodologia de cálculo foi aproveitada para cálculos de amortização de empréstimo.

## Cálculo
A Tabela Price usa o regime de juros compostos para calcular o valor das parcelas de um empréstimo e, dessa parcela, qual é o valor relativo ao pagamento de juros e qual é relativo à amortização do empréstimo.
Tomemos como exemplo um empréstimo de $ 1 000,00 com taxa de juros de 3% ao mês a ser pago em 4 parcelas mensais. Para calcular o valor da parcela, deve-se usar a fórmula de cálculo de parcelas de mesmo valor:
{\displaystyle pmt={\frac {PV\times i}{1-{\frac {1}{\left(1+i\right)^{n}}}}}}
sendo, então:
{\displaystyle pmt={\frac {1000\times 0,03}{1-{\frac {1}{\left(1+0,03\right)^{4}}}}}\approx 269,03}
Um mês depois do empréstimo, o saldo devedor cresce 3% indo para $ 1 030,00, porém, como também deve ocorrer o pagamento de $ 269,03, o saldo devedor passa a ser $ 760,97. Perceba que o pagamento da parcela cobriu os juros de $ 30,00 e também fez a amortização de $ 239,03 (1 000,00 - 760,97) do valor emprestado. O mesmo ocorre nos meses seguintes, porém, como o saldo devedor diminui a cada mês, o valor das parcelas relativo ao pagamento dos juros é decrescente.
| Período {\displaystyle n} | Saldo Devedor {\displaystyle PV} - A | Parcela {\displaystyle pmt} | Juros {\displaystyle J} | Amortização (A) {\displaystyle pmt-J} |
| ------------------------- | ------------------------------------ | --------------------------- | ----------------------- | ------------------------------------- |
| 0                         | 1 000,00                             |                             |                         |                                       |
| 1                         | 760,97                               | 269,03                      | 30,00                   | 239,03                                |
| 2                         | 514,77                               | 269,03                      | 22,83                   | 246,20                                |
| 3                         | 261,19                               | 269,03                      | 15,45                   | 253,58                                |
| 4                         | 0,00                                 | 269,03                      | 7,84                    | 261,19                                |

- Em Price, a expressão {\displaystyle {(1+i)^{n}*i} \over {(1+i)^{n}-1}} é chamada de Fator de Recuperação de Capital.

### Amortizações em Price
No sistema Price, os valores das amortizações obedecem a uma progressão geométrica em função do Fator de Rendimento, conforme a expressão {\displaystyle A_{n}=A_{1}\cdot (1+i)^{n-1}}.
Demonstração:
A partir do exemplo anterior, com taxa de 3% a.m. e valor da 1ª amortização {\displaystyle A_{1}=239,03}, então, o valor da 4ª amortização se dá conforme: {\displaystyle A_{4}=239,03\cdot (1+0,03)^{4-1}=261,19}.

### Descapitalização das parcelas no tempo
A fórmula de cálculo para o Valor Presente {\displaystyle (PV)}, em Price, é equivalente às somas das descapitalizações das parcelas {\displaystyle (pmt)} no tempo, conforme as expressões a seguir:
{\displaystyle PV={\frac {pmt}{\frac {(1+i)^{n}*i}{(1+i)^{n}-1}}}=\sum _{\text{j=1}}^{n}{\frac {pmt}{(1+i)^{j}}}}
Demonstração
Tomando por base o exemplo anterior, onde o montante de $ 1.000,00 à taxa de 3% a.m., durante 4 meses, resultando na parcela de $ 269,03 ao mês, a soma das descapitalizações dessas parcelas se dá conforme a seguir:
{\displaystyle 1000,00\approx {\frac {269,03}{(1+0,03)^{1}}}+{\frac {269,03}{(1+0,03)^{2}}}+{\frac {269,03}{(1+0,03)^{3}}}+{\frac {269,03}{(1+0,03)^{4}}}}
Nesse exemplo, o montante inicial se equipara às descapitalizações das parcelas pagas em cada período trazidas para a data presente, demonstrando, portanto, o valor presente líquido (VPL) do financiamento e a equivalência com o cálculo de Richard Price. Uma demonstração rigorosa de tal fórmula pode ser encontrada neste link.

### Juros em Price
A partir da formulação anterior, pode-se achar uma expressão para as parcelas mensais de juros. De fato, o montante de juros a ser pago no mês {\displaystyle k} recai sobre o Valor Presente do mês anterior, {\displaystyle PV_{k-1}}, assim, temos
{\displaystyle J_{k}=PV_{k-1}\cdot i}.

## Sobre a natureza dos juros
Não existem questionamentos sobre se a Tabela Price emprega juros simples ou juros compostos.
Richard Price, criador do método, afirma que suas tabelas são construídas por juros compostos (p.262-287, 1 803-1 812), jamais mencionando a existência de cobrança de juros sobre juros acumulados no empréstimo. Ainda, em julho de 2004, diversos autores de matemática financeira do Brasil assinaram um manifesto afirmando que a Tabela Price é construída com base no regime de capitalização por juros compostos
Autores afirmam que o Sr. Price tomou as Tabelas de Juro Composto já existentes e incorporou ao seu livro para poupar os seus leitores de procurá-las em outros livros.
Destaca-se também que Calculadora do Cidadão, aplicativo elaborado pelo Banco Central do Brasil, descreve a referida metodologia como concebida pelo regime de juros compostos.